# Ocna Șugatag (gmina)
Ocna Șugatag – gmina w Rumunii, w okręgu Marmarosz. Obejmuje miejscowości Breb, Hoteni, Ocna Șugatag i Sat-Șugatag. W 2011 roku liczyła 3853 mieszkańców.